# Enicurus
Az Enicurus a madarak osztályának verébalakúak (Passeriformes) rendjébe és a légykapófélék (Muscicapidae) családjába tartozó nem.

## Rendszerezésük
A nemet Coenraad Jacob Temminck holland arisztokrata és zoológus írta le 1822-ben az alábbi fajok tartoznak ide:
- csutkafarkú rigó (Enicurus scouleri)
- szürkehátú villásrigó (Enicurus schistaceus)
- törpevillásrigó (Enicurus velatus)
- rozsdásfejű villásrigó (Enicurus ruficapillus)
- feketehátú villásrigó (Enicurus immaculatus)
- fehérfejű villásrigó (Enicurus leschenaulti)
- borneói villásrigó (Enicurus borneensis[3] vagy Enicurus leschenaulti borneensis)[2]
- foltos villásrigó (Enicurus maculatus)

## Előfordulásuk
Dél-Ázsia és Délkelet-Ázsia területén honosak. Természetes élőhelyeik a szubtrópusi vagy trópusi esőerdők és cserjések, folyók és patakok környékén. Állandó, nem vonuló fajok.

## Megjelenésük
Testhosszuk 14-28 centiméter körüli.